# Democrats for Life of America

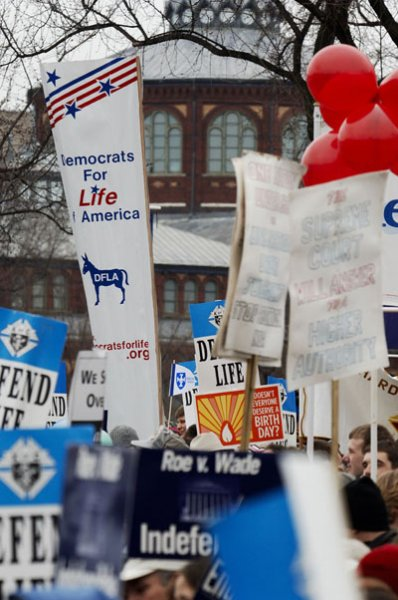
Demonstration der DFLA

Democrats For Life of America (zu Deutsch „Demokraten für das Leben in Amerika“; kurz: DFLA) ist eine Interessengruppe der Demokratischen Partei in den Vereinigten Staaten. Sie gehört zur Lebensrechtsbewegung, die sich für ein Verbot von Schwangerschaftsabbrüchen einsetzt. Zur Distanzierung zu den „Pro-Life“-Republikanern nennen sie sich selbst „For-Life“-Demokraten, weil sie sich im Gegensatz zu den „Pro-Life“-Republikanern auch gegen die Todesstrafe aussprechen. Allerdings spricht sich die Demokratische Partei mehrheitlich für Schwangerschaftsabbrüche aus, weswegen die Democrats for Life im Widerspruch zur Parteilinie stehen.
Sie erfanden den Pregnant Women Support Act, ein umfassendes Paket für die Gesetzgebung. In diesem wurden unter anderem Politikvorschläge entworfen, die die Anzahl von Schwangerschaftsabbrüchen reduzieren sollen. Die DFLA ist zwischen der christlichen Linken (progressive Christen) und religiösen Rechten (sehr konservative Christen) anzusiedeln, wobei sie mehr zur christlichen Linken tendiert.

## Absichten der DFLA
Nach der DFLA hat die Demokratische Partei in Wahlen besonders unter ihrer Position zu Schwangerschaftsabbruch-Befürwortern gelitten. Die DFLA richtet sich auf Meinungsumfragen, die bestätigen, dass die Position zum Schwangerschaftsabbruch in der Demokratischen Partei viele Wahlstimmen religiöser US-Amerikaner, besonders von Katholiken, östlichen Orthodoxen, Angehörigen der Pfingstbewegung, Baptisten und anderen evangelischen Christen gekostet hat, die nahezu alle politischen Positionen der Partei unterstützen, aber aufgrund der Befürwortung zu Schwangerschaftsabbrüchen sich weigern, die Demokraten zu wählen. Die DFLA vertritt so die Position bei einem breiten Spektrum von religiösen oder „Pro-Life“-Amerikanern, einen demokratischen Kandidaten zu unterstützen, wenn dieser es sich zur Aufgabe macht, in den Vereinigten Staaten durch positive soziale Programme und Mittel Schwangerschaftsabbrüche einzugrenzen oder sie zu beenden.

## Vergleiche zur Demokratischen Partei
Der Auftrag der „Democrats For Life of America“ weicht vom Stand der nationalen Demokratischen Partei ab. Auf Bundesebene steht die Demokratische Partei explizit zu ihrer Unterstützung vom Recht der Frau, sich für einen Schwangerschaftsabbruch zu entscheiden. Vom demokratischen Parteiprogramm von 2004:
“We will defend the dignity of all Americans against those who would undermine it. Because we believe in the privacy and equality of women, we stand proudly for a woman's right to choose, consistent with Roe v. Wade, and regardless of her ability to pay. We stand firmly against Republican efforts to undermine that right. At the same time, we strongly support family planning and adoption incentives. Abortion should be safe, legal, and rare.”
Sowohl die nationale „Democratic Party“ als auch die „Democrats for Life of America“ versuchen, Schwangerschaftsabbrüche zu reduzieren. Die angegebene Absicht der nationalen Demokratischen Partei ist ein legaler Zugang zu Schwangerschaftsabbrüchen und gleichzeitig die Anzahl der Schwangerschaftsabbrüche zu reduzieren und soziale Programme zu unterstützen. Während die DFLA auch die Unterstützung der Durchführung von solchen Programmen, im Besonderen das „Pregnant Women Support Act“ garantieren, befürworten diese auch stark sog. „For-Life“-Demokraten, die die Abtreibung national verbieten wollen. Diese Meinungsverschiedenheit hebt einen entscheidenden Unterschied zwischen den Abtreibungsbefürwortenden und die Anti-Abtreibungs-Gesichtspunkte hervor: Während beide Gruppen für die Reduzierung der Anzahl von Schwangerschaftsabbrüchen durch soziale Unterstützungen befürworten, betonen Anti-Abtreibungs-Gruppen, den gesetzlich Zugang zu Schwangerschaftsabbruch zu beschränken. Schwangerschaftsabbruchsbefürwortende Gruppen behaupten, dass Schwangerschaftsabbrüche sicher, sich leistbar und legal bleiben müssen. Die Partei hat unter der Führung von Howard Dean jedoch ihren zuvor unnachgiebigen Haltungsstand gelockert und begann, „For-Life“-Demokraten zu unterstützen.

## „For-Life“-Demokraten

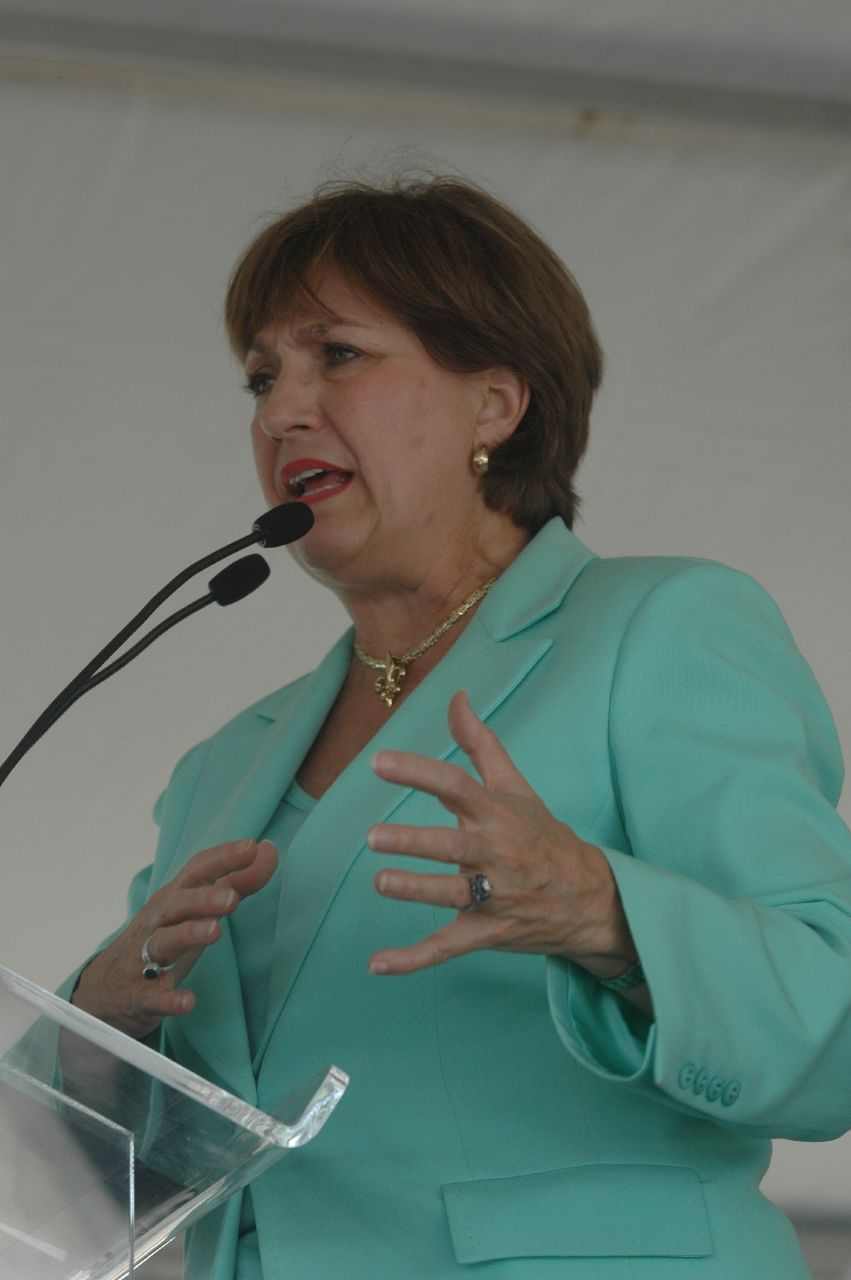
Kathleen Blanco (2006)

Mehrere „For-Life“-Demokraten hatten oder haben hohe Ämter im US-Kongress und in den Staaten inne.
Ehemalige und amtierende Gouverneure
- Joe Manchin aus West Virginia
- Kathleen Blanco aus Louisiana
- Tim Kaine aus Virginia
- Bill Ritter aus Colorado

US-Senatoren
- Ben Nelson aus Nebraska
- Harry Reid aus Nevada, Senate Majority Leader
- Mark Pryor aus Arkansas
- Bob Casey aus Pennsylvania

US-Kongressabgeordnete
- Jason Altmire aus Pennsylvania
- Marion Berry aus Arkansas
- Dan Boren aus Oklahoma
- Chris Carney aus Pennsylvania
- Ben Chandler aus Kentucky
- Jerry Costello aus Illinois
- Henry Cuellar aus Texas
- Lincoln Davis aus Tennessee
- Joe Donnelly aus Indiana
- Mike Doyle aus Pennsylvania
- Brad Ellsworth aus Indiana
- Baron Hill aus Indiana
- Tim Holden aus Pennsylvania
- Paul E. Kanjorski aus Pennsylvania
- Marcy Kaptur aus Ohio
- Dale E. Kildee aus Michigan
- James Langevin aus Rhode Island
- Dan Lipinski aus Illinois
- Stephen Lynch aus Massachusetts
- James C. Marshall aus Georgia
- Mike McIntyre aus North Carolina
- Michael R. McNulty aus New York
- Charlie Melancon aus Louisiana
- Mike Michaud aus Maine
- Alan Mollohan aus West Virginia
- John Murtha aus Pennsylvania
- Jim Oberstar aus Minnesota
- Solomon P. Ortiz aus Texas
- Collin Peterson aus Minnesota
- Nick Rahall aus West Virginia
- Mike Ross aus Arkansas
- Tim Ryan aus Ohio
- Heath Shuler aus North Carolina
- Ike Skelton aus Missouri
- Bart Stupak aus Michigan
- Gene Taylor aus Mississippi
- Charlie Wilson aus Ohio